# Дидаскалија
Дидаскалија (лат. Didascaliae наука) је компилација продукцијских обавештења за неколико сценских дела старог Рима. Ова дела су упутства која је давао драматург глумцима, нарочито у старогрчком позоришту, за тумачење драмског текста. У ширем смислу речи, и у данашње време то су сценска упутства.
У старогрчком позоришту, и сам драматург је био углавном и редитељ и глумац. Тако су сувишне инструкције за игру, па стога нису у рукописима. Дидаскалије су садржале више информација о представи, датуму, месту писања и извођења, али и резултат драмских конкурса и још много тога. Оне су толико далеке од конкретних упутстава за игру, да није било јасно ко је изговарао ни јасно одређене реплике. Затим су се у Риму у дидаскалијама појавиле кратке информације о самој представи и списак драматис персоне.